# Бельговське сільське поселення
Бельго́вське сільське поселення (рос. Бельговское сельское поселение) — сільське поселення у складі Комсомольського району Хабаровського краю Росії.
Адміністративний центр — село Бельго.

## Населення
Населення сільського поселення становить 251 особа (2019; 384 у 2010, 455 у 2002).

## Склад
До складу сільського поселення входять:
| Населений пункт                              | Населення, осіб (2002) | Населення, осіб (2010) |
| -------------------------------------------- | ---------------------- | ---------------------- |
| Бельго, село                                 | 442                    | 378                    |
| Піонерський Лагер імені Олега Кошевого, село | 13                     | 6                      |